# عتمة

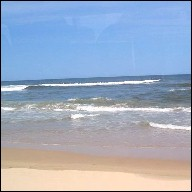
صورة في مجال الرؤية الطبيعية

العَتَمَة (بالإنجليزية: Scotoma)‏ (باليونانية: σκότος / سكوتوس، وتعني الظلام) هي منطقة ينخفض فيها مجال الرؤية أو ينعدم كليا محاطة بمنطقة عادية، وتسمى هذه المنطقة بقعة عمياء.
كل عيون الثدييات الطبيعية لديها عتمة في مجال رؤيتها، وعادة ما تسمى البقعة العمياء. وهي منطقة لا توجد بها مستقبلات للضوء، توجد حيث تخرج المحاور العصبية لعصبون الشبكية التي تؤلف العصب البصري من الشبكية. وتسمى هذه المنطقة القرص البصري. لا يكون هناك وعي مباشر بالعتمة البصرية. فهي ببساطة مناطق من انخفاض المعلومات داخل المجال البصري، حيث يشتكي المرضى الذين يعانون من العتمة أن الأشياء «تختفي» عندها.
ويمكن اختبار وجود البقعة العمياء ذاتيا، وذلك بتغطية عين وترك الأخرى مفتوحة ووضع جسم بشكل أفقي يميل عن محور التثبيت بزاوية قدرها 15 درجة. حجم العتمة الواحدة هو 5×7 درجات من الزاوية البصرية.
يمكن أن تكون العتمة أحد أعراض تلف أي جزء من النظام البصري، مثل تلف الشبكية نتيجة التعرض لليزر عالي الطاقة، والضمور البقعي، وتلف الدماغ.
يستخدم مصطلح عتمة أيضا مجازا في العديد من المجالات. الفكرة المشتركة لجميع الحواس التصويرية هي وجود فجوة ليست في الوظيفة البصرية ولكن في الإدراك الحسي أو المعرفة أو رؤية العالم.

## العلامات والأعراض
قد تكون العتمة الناتجة من عرض أو مرض ما بسبب مجموعة كبيرة من العمليات المرضية، التي تؤثر على أي جزء من النظام البصري، بما في ذلك شبكية العين (ولا سيما الجزء الأكثر حساسية، بقعة الشبكية)، والعصب البصري، وحتى القشرة البصرية. قد تشمل العتمة المرضية أي جزء من المجال البصري، ويمكن أن تكون بأي شكل أو حجم. وقد تتوسع العتمة وتشمل البقعة العمياء العادية. حتى العتمة الصغيرة التي تؤثر على الرؤية المركزية أو البقعية سوف تنتج إعاقة بصرية شديدة، في حين أن العتمة الكبيرة في الجزء المحيطي من المجال البصري قد تمر دون أن يلاحظها المريض بسبب الانخفاض الطبيعي للتدقيق البصري في المجال البصري المحيطي.

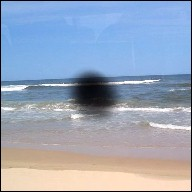
عتمة مركزية
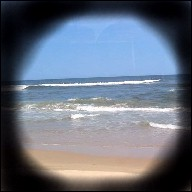
عتمة محيطية
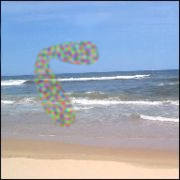
تصوير لعتمة وامضة

## الأسباب
وتشمل الأسباب الشائعة للعتمة مرض إزالة الميالين، مثل التصلب المتعدد (التهاب العصب الرجعي)، وتلف طبقة الألياف العصبية في شبكية العين (تشبه بقع الصوف القطن) بسبب ارتفاع ضغط الدم، والمواد السامة مثل الميثانول والإيثامبوتول والكينين، وسوء التغذية، وانسداد الأوعية الدموية إما في شبكية العين أو في العصب البصري، والسكتة الدماغية أو إصابات الدماغ الأخرى، والتنكس البقعي، الذي يرتبط غالبا مع الشيخوخة. العتمة الوامضة هي أورة بصرية شائعة مع الصداع النصفي. وهناك عتمات أخرى أقل شيوعا، ولكنها مهمة لأنها في بعض الأحيان تكون قابلة للإصلاح أو العلاج عن طريق الجراحة، وهي العتمة بسبب الأورام، مثل تلك الناشئة عن الغدة النخامية، والتي قد تضغط العصب البصري أو تتداخل مع إمدادات الدم له.
ونادرا ما تكون العتمة مزدوجة. وقد يحدث نوع هام من العتمة المزدوجة عندما يبدأ ورم الغدة النخامية بضغط التصالبة البصرية (وهو ما يميز العتمة المزدوجة عن عتمة العصب البصري الواحد)، مما يُنتج عتمة مجاورة للمركز صدغية مزدوجة، وبعد ذلك، عندما يكبر الورم، تمتد العتمة إلى المحيط مما يسبب عمى نصفي صدغي مزدوج مميز. ويميل هذا النوع من عيب المجال البصري إلى أن يكون واضحا للشخص الذي يعاني منه، ولكن في كثير من الأحيان يتجنب التشخيص المبكر، كما أنه من الصعب الكشف عنها عن طريق الفحص السريري، وربما تفوت من ملاحظة الأساليب الإلكترونية المتطورة لتقييم المجال البصري.
في المرأة الحامل، يمكن أن تظهر العتمة كعرض لتسمم الحمل الشديد، وهو شكل من أشكال ارتفاع ضغط الدم الناجم عن الحمل. وبالمثل، قد تتطور العتمة نتيجة لزيادة الضغط داخل الجمجمة الذي يحدث في فرط ضغط الدم الخبيث.
وتنتج العتمة أيضا من المضادات الحيوية أمينوغليكوزيد، وخاصة من الستربتوميسين.

## العتمة العصبية والنفسية والفكرية
بالإضافة إلى المعنى الحرفي الخاص بالنظام البصري، يستخدم مصطلح «عتمة» أيضا مجازيا في العديد من المجالات، بما في ذلك طب الجهاز العصبي، وعلم النفس العصبي، وعلم النفس، والفلسفة، والسياسة. والفكرة المشتركة لجميع الحواس التصويرية هي وجود فجوة ليست في الوظيفة البصرية ولكن في الإدراك الحسي أو المعرفة أو رؤية العالم. ومع ذلك، فإن ارتباطهم الملموس بالمعنى الحرفي هو عن طريق العلاقة بين الجهاز العصبي والدماغ، عبر سلسلة الروابط من المدخلات الحسية، إلى التوصيل العصبي، إلى الدماغ، إلى الإدراك (معالجة وتفسير تلك المدخلات) عبر ارتباط الدماغ والعقل، إلى الوظيفة النفسية. وبالتالي لا يكون (أو ليس بالضرورة) هناك عجزا بصريا لرؤية جانب من الواقع فقط، ولكن أيضا (أو بدلا من ذلك) يكون هناك عجز عقلي لتصور حتى إمكانية رؤية هذا الجانب، وذلك بسبب المخطط المعرفي الذي يفتقر إلى أي معلومات لذلك.
على المستوى الأكثر تحديدا، هناك عتمة عصبية نفسية. ومن الأمثلة على ذلك العمى الشقي الذي يواجهه أحيانا الأشخاص الذين أصيبوا بالسكتات الدماغية. وهناك نوع آخر هو ظاهرة الطرف الوهمي السلبي، حيث يكون هناك إصابات في أعصاب الأطراف، مثل الصدمة التي يتم فيها قطع أعصاب الطرف، ولكن لا يتم بتره، مما قد يؤثر على مخطط الجسم العقلي بطريقة تجعل الطرف الموجود يبدو لصاحبه أنه لا ينبغي أن يوجد، وأن وجوده يبدو غير مألوف. وقد اعتبر اختصاصي الأعصاب أوليفر ساكس، الذي مر بتجربة ظاهرة الطرف الوهمي السلبي التي تم علاجها فيما بعد، أنه شكل من أشكال الإهمال المكاني في مخطط الجسم المماثل للعمى الشقي، حيث أن العقل لا يستطيع تصور الساق كذاته؛ لأنه لا يستطيع تصور أن هناك أي مساحة للساق ليتواجد فيها. واتفق ساكس وآخرون على أن الساق الذي يبدو وكأنه ساق شخص آخر أو ساق جثة ما، جزءا من سبب الانزعاج ولكنه ليس التفسير الوحيد. حتى بالنسبة للأشخاص الذين يفهمون عقليا أن الساق أو اليد هي لهم ببساطة لا يمكنهم تصديق ذلك عاطفيا، ولا يمكنهم توفيق الواقع مع المخطط تماما، مما يتسبب في عدم ارتياح كبير. وبالنظر إلى مدى صعوبة فهم شخص لم يعاني ذلك للأمر، فإن الأشخاص الذين تعرضوا له مؤخرا للمرة الأولى يعتبرونه خادعا وغير حقيقي (كما أقر ساكس، ووجد في الآخرين).
اكشف ساكس أيضا نوع منتظم من وهم الأطراف (إيجابي)، والذي لا ينتج عتمة عصبية نفسية، ولكنه يتقاسم مع وهم الأطراف السلبي سمة أن مخطط الجسم يقاوم التنقيح على الرغم من الوعي الفكري الكمال للشخص وقبول الواقع المادي الحالي (وهو أن ذلك الطرف مبتور أو أن ذلك الطرف لا يزال موجود). وهذا يشير إلى أن هناك جوانب من مخطط الجسم في العقل لها قواعد عصبية لا يمكن تعديلها من خلال الفهم الفكري - أو ليس بسرعة على الأقل. واكتشف ساكس موضوع كيف يتكيف الناس مع الأوهام على مر السنين وكيف تقل ظاهرة الأطراف الوهمية الإيجابية في كثير من الأحيان تدريجيا، وأحيانا تختفي. ولكن بعضها يبقى لبقية الحياة.
وهناك ما يسمى العتمة النفسية، التي يتم فيها الحكم على إدراك الشخص الذاتي لشخصيته أو شخصيتها الخاصة من قِبل الآخرين بأن هناك فجوة في القدرة الإدراكية. ومن هنا، يمكن أن تشير العتمة في علم النفس إلى عدم قدرة الشخص على إدراك سمات شخصيتهم التي هي واضحة للآخرين. وعلى أعلى مستوى للتجريد، هناك ما يسمى العتمة الفكرية، حيث لا يمكن للشخص أن يدرك التشوهات الموجودة في رؤيته الكونية والتي هي واضحة للآخرين. ومن هنا، قد تتشكل أفكار الشخص أو معتقداته في الفلسفة أو السياسة بعدم القدرة على تقدير جوانب التفاعل الاجتماعي أو الهيكل المؤسسي.